# Sapna
Pour l’article homonyme, voir Sapna (rivière).
Sapna (en cyrillique : Сапна) est une ville et une municipalité de Bosnie-Herzégovine située dans le canton de Tuzla et dans la fédération de Bosnie-et-Herzégovine. Selon les premiers résultats du recensement bosnien de 2013, la ville intra muros compte 2 073 habitants et la municipalité 12 136.

## Géographie
La municipalité de Sapna est située au nord-est de la Bosnie-Herzégovine. Elle se trouve sur les pentes orientales des monts Majevica et elle est traversée par la rivière Sapna et ses affluents, la Rožanjka et la Munjaca. Une petite partie du lac de Sniježnica est située dans le nord de la municipalité. La région est généralement vallonnée et 51,32 % du territoire municipal est couvert de forêts. 
La municipalité est entourée par celles de Zvornik et Lopare (en république serbe de Bosnie), Kalesija et Teočak (dans la fédération de Bosnie-et-Herzégovine).

## Climat
La municipalité de Sapna possède un climat continental modéré, avec quatre saisons bien marquées. La température moyenne annuelle y est d'environ 10 °C, avec des maximales qui peut atteindre 40 °C et des minimales qui peuvent descendre jusqu'à -15 ou −20 °C. La moyenne des précipitations y est de 964 mm, avec un pic dans la période d'avril à mai. Les vents dominants y sont orientés nord-ouest. 

## Histoire
La municipalité de Sapna a été officiellement créée le 18 mars 1998 sur des parties de la municipalité de Zvornik.

## Localités

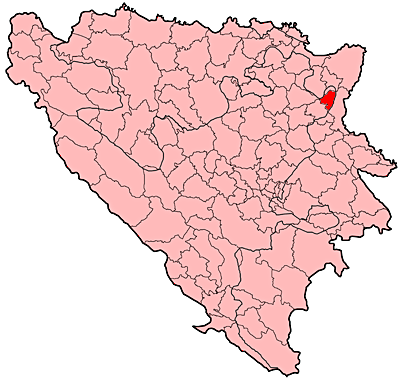
Localisation de la municipalité de Sapna en Bosnie-Herzégovine

La municipalité de Sapna compte 13 localités :
- Baljkovica
- Goduš
- Gornji Lokanj
- Kiseljak
- Kraljevići
- Međeđa
- Nezuk
- Podgora
- Rastošnica
- Rožanj
- Sapna
- Vitinica
- Zaseok

## Démographie

### Villeintra muros

#### Évolution historique de la population dans la villeintra muros
| 1948 | 1953 | 1961 | 1971  | 1981  | 1991  | 2013  |
| ---- | ---- | ---- | ----- | ----- | ----- | ----- |
| -    | -    | 723  | 1 070 | 1 660 | 1 807 | 2 073 |

|  |

### Municipalité

#### Évolution historique de la population dans la municipalité
| 1961 | 1971 | 1981 | 1991   | 2013   |
| ---- | ---- | ---- | ------ | ------ |
| -    | -    | -    | 13 500 | 12 136 |

#### Répartition de la population par nationalités dans la municipalité (1991)
En 1991, sur un total de 13 500 habitants, la population vivant sur le territoire de l'actuelle municipalité de Sapna se répartissait de la manière suivante :

## Politique
À la suite des élections locales de 2012, les 21 sièges de l'assemblée municipale se répartissaient de la manière suivante :
| Parti                                                               | Sièges |
| ------------------------------------------------------------------- | ------ |
| Parti d'action démocratique (SDA)                                   | 6      |
| Liste indépendante Ismet Omerović                                   | 5      |
| Parti pour la Bosnie-Herzégovine (SBiH)                             | 4      |
| Parti social-démocrate (SDP)                                        | 2      |
| Alliance pour un meilleur avenir de la Bosnie-Herzégovine (SBB BiH) | 1      |
| Force du mouvement économique de la Bosnie-Herzégovine              | 1      |
| Liste indépendante Zaseok                                           | 1      |
| Liste indépendante Sadik Sujić                                      | 1      |

Ismet Omerović, sans étiquette, a été réélu maire de la municipalité,.

## Sport
j